# 파보 누르미
파보 요한네스 누르미(핀란드어: Paavo Johannes Nurmi, 1897년 6월 13일 ~ 1973년 10월 2일)는 핀란드의 육상 선수이다. 1920년대에 세계에서 가장 뛰어난 중·장거리 선수였다. 1500m에서 20km에 걸친 여러 종목에서 세계 기록을 세웠다.
누르미는 1920년에서 1928년까지 3개의 올림픽에서 통산 9개의 금메달과 3개의 은메달을 땄다. 지금까지도 올림픽을 통틀어 가장 메달 성적이 좋은 선수로 꼽힌다.

## 생애
투르쿠에서 태어난 누르미는 1920년에서 올림픽 명예를 얻은 다른 핀란드의 선수들 중에 1912년 스톡홀름 올림픽에서 3개의 장거리 육상을 우승한 하네스 콜레마이넨에 의하여 영감을 받았다. 그해에 열린 안트베르펀 올림픽에서 10000m와 2개의 크로스컨트리 종목을 우승하였다. 1928년 암스테르담 올림픽에서도 8년 만에 10000m 2연승을 하였다.
그의 가장 눈부신 활약은 1924년 파리 올림픽에서 보였다. 거기서 1500m와 5000m에서 올림픽 기록을 세웠으며, 이틀 후에는 자신의 10000m 크로스컨트리 타이틀을 2연승 하였고 다음날에는 비공식적 3000m 팀 경주에서 1위를 하였다(이 경주에서는 아무런 메달이 수여되지 않았다).
1923년 8월 23일 스톡홀름에서 자신의 마일 기록을 세우면서 스톱워치 고문을 맡은 누르미는 첫 3 쿼터(440 야드)를 정확히 63초 달렸고, 그러고나서 마지막 쿼터를 61.4초 달렸다. 그의 성공에 불구하고 고르게 속도를 달린 쿼터의 자신의 방법이 넓게 본받아들이지 못하였다. 1928년에 그는 1시간 달리기 19.210m에서 11분 1,648 야드의 세계 기록을 세웠다.
1932년에는 달리기에 돈을 받았다는 이유로 아마추어 규정을 어겨 올림픽에 참가하지 못했다.
1952년 헬싱키 올림픽에서 성화 봉송 주자로 활약하였으며, 1973년 10월 2일 헬싱키에서 사망하였다.

## 명예
헬싱키의 올림픽 경기장 앞에는 그의 동상이 세워졌으며, 1986년부터 2002년 핀란드가 유로화를 도입할 때까지 10마르카 지폐에 그의 그림이 묘사되었다.

## 같이 보기
- 올림픽 다관왕 목록